# Despensers Kruistocht
De Despensers Kruistocht was een militaire expeditie onder de leiding van de bisschop van Norwich, Henry le Despenser, die gericht was op het ondersteunen van de opstandige Vlaamse stad Gent. Deze kruistocht of expeditie werd uitgevoerd tegen de achtergrond van de Honderdjarige Oorlog en het Westers Schisma.

## Achtergrond
Ten tijde van de Honderdjarige Oorlog was het Graafschap Vlaanderen van groot economisch belang voor het Koninkrijk Engeland. Vanaf 1369 was het graafschap neutraal in het conflict onder graaf Lodewijk van Male, maar deze situatie dreigde te veranderen toen hij zijn dochter Margaretha uithuwelijkte aan Filips de Stoute waardoor de Engelse belangen op termijn niet veilig waren.
Op religieus vlak was Europa sinds 1378 in tweeën gescheurd door het Westers Schisma. Het Engelse koninkrijk steunde Rome en Paus Urbanus VI, terwijl de vijanden van Engeland, Frankrijk en Schotland, de kant kozen van Clemens VII in Avignon. In dit religieuze conflict tussen de pausen rechtvaardigden beide pausen kruistochten tegen elkaar. Zo verkreeg de Aartsbisschop van Canterbury amper twee maanden na het uitbreken van het schisma al de pauselijke bul Nuper cum vinea waarin aflaten werden beloofd voor degenen die het zwaard opnamen tegen Clemens VII en zijn aanhangers.

## Aanloop
De stad Gent kwam in 1379 in opstand tegen hun graaf en in 1382 versloeg de stad het grafelijk leger in de Slag om het Beverhoutsveld. Door het succes van de rebellen zagen de Engelse koning Richard II en zijn raadgevers hun kans: als de rebellen de Engelse soevereiniteit over Vlaanderen accepteerden dan waren hun belangen veilig gesteld. Filips van Artevelde, die de opstandelingen leidde, was bereid om de Engelse soevereiniteit onder bepaalde voorwaarden te accepteren. Toen in oktober 1382 in het Engelse parlement werd gesproken over het sturen van een Engels expeditieleger kwam de optie op tafel om een kruisvaardersleger onder leiding van bisschop Henry le Despenser te sturen. Door te kiezen voor een kruistocht kon er door middel van een kruistochtenbelasting op de bevolking te heffen vrij goedkoop een militaire campagne opgetuigd worden.

## Kruistocht

Kaart van Noord-Frankrijk en Vlaanderen ten tijde van Despensers Kruistocht

In 1381 had Henry le Despenser al voor paus Urbanus VI op kruistocht willen gaan tegen diens tegenstanders, maar die kon geen doorgang vinden door de Engelse Boerenopstand. De situatie in Vlaanderen was de perfecte uitkomst voor hem, omdat Lodewijk van Male paus Clemens steunde. Of het parlement de kruistocht van Despenser zou steunen was allerminst zeker, maar toen het nieuws van de voor de opstandelingen noodlottig verlopen Slag bij Westrozebeke Engeland bereikte ging het parlement snel overstag. In december 1382 nam de bisschop met groot ceremonieel het kruis aan tijdens een mis in de St Paul's Cathedral.
Het Engelse kruisvaardersleger maakte pas op 16 mei de oversteek naar Calais. Drie dagen later bestormden ze het door Frankrijk bezette Grevelingen en ook Broekburg viel vervolgens. Hierna trok het leger op naar Duinkerken en op 25 mei versloegen ze aldaar een Frans-Vlaams leger. Na deze overwinning gaven verschillende steden zich over aan de Engelsen, zoals Diksmuide, Nieuwpoort, Veurne en Sint-Winoksbergen. Het Engelse leger werd in zijn opmars geadviseerd door de Gentse admiraal Frans Ackerman. Door het succes van de kruistocht waren meer Engelsen bereid om het kruis aan te nemen en deel te nemen aan de veldtocht.
Despenser wilde met zijn leger optrekken naar Artesië om daar slag te leveren met de Fransen, maar zijn adviseurs overtuigden hem ervan om de Gentenaren te helpen bij het belegeren van Ieper. Op 9 juni startte het beleg van Ieper, ondanks dat de Iepenaren paus Urbanus VI steunden. Zij hadden de kant van Lodewijk van Male gekozen in het conflict om te voorkomen dat ze onder de dominantie van hun rivaal Gent zouden komen vallen. Ieper was een goed verdedigde stad en het ontbrak het Engelse leger aan goed belegeringsapparatuur. Ook werd het leger getroffen door een uitbraak van dysenterie. Despenser verergerde de situatie voor zijn leger door de hulp van de Engelse overheid af te slaan.
In juli organiseerde Filips de Stoute een ontzettingsleger om de erfenis van zijn vrouw veilig te stellen en de Engelsen te verjagen. Op 31 augustus bereikte dit leger de grenzen van Vlaanderen. Op dat moment had Despenser het beleg van Ieper al opgegeven. Begin augustus had hij een laatste aanval op de stad laten uitvoeren die werd afgeslagen door de verdedigers. Hierop werd het beleg opgeheven. Aan het einde van die maand hadden de kruisvaarders alleen nog maar de plaatsen Broekburg en Grevelingen onder controle. Op 14 september gaf William Elmham Broekburg op en twee dagen later volgde Grevelingen.

## Nasleep
In oktober 1383 werd Henry le Despenser door kanselier Michael de la Pole aangeklaagd vanwege zijn rol in de kruistocht. Hij werd schuldig bevonden op alle aanklachten en moest zich voortaan bisschoppelijk gedragen en zich niet meer bezighouden met oorlog voeren. Zijn val was maar tijdelijk en in 1388 verkreeg Despenser een zetel in de koninklijke raad. De bisschop van Norwich kreeg ook kritiek uit een andere hoek op zijn kruistocht. Al tijdens de kruistocht hekelde de geestelijke John Wyclif de handel in aflaten die opgang was gekomen door de aankondiging van de kruistocht. Volgens hem kon Gods vergiffenis niet met geld gekocht worden.